# Batalla de Roncesvalls
La batalla de Roncesvalls es va produir l'any 778 al Pirineu entre l'exèrcit de Carlemany que fugia d'una infructuosa campanya per conquerir Saragossa, i els vascons. La seva ubicació tradicional ha estat sempre al pas de Roncesvalls (Orreaga, en basc) però hi ha dubtes al respecte pel fet que aquest enfrontament es difongué a bastament la Chanson de Roland, una cançó de gesta apologètica de la figura de Carlemany plena de tòpics i imprecisions, quan no invencions rocambolesques, sobre Espanya.

## Antecedents

L'extensió de l'Imperi Carolingi

Pipí el Breu, va emprendre una sèrie d'agressives campanyes militars destinades a expandir les seues fronteres. D'aquesta manera va sotmetre els llombards i els va fer desaparèixer de la Història. A Alemanya, va sotmetre els saxons, i va portar la guerra fins a Hongria, on va destruir els àvars instal·lats a la Panònia per sempre.
Un cop va creure que els saxons estaven definitivament sotmesos, va acceptar l'oferta dels representants locals de Girona, Barcelona i Osca, que en la dieta o assemblea de Paderborn (777) van oferir els seus territoris a canvi de suport militar contra Abd ar-Rahman I, l'emir omeia de Còrdova.

## Primera campanya de Carlemany a la península Ibèrica
Dos exèrcits es van trobar a Saragossa el 778. El primer, amb tropes nèustries, que va travessar els Pirineus occidentals, i el segon, compost per austríacs, llombards i burgundis, va travessar els Pirineus orientals, fins a unir-se amb les tropes de Sulayman al-Arabí, valí de Barcelona, però el valí de Saragossa, Husayn, rebel contra l'emir omeia de l'Àndalus, era partidari dels abbàssides i no es va voler rendir als francs. Saragossa fou assetjada però no va poder ser conquerida, i en assabentar-se de la revolta dels saxons, Carlemany es va haver de retirar amb intenció de tornar a França.

## Situació abans de la batalla
Com que Saragossa no es va sotmetre com li havien promès els valins d'Osca i Barcelona-Girona, l'emperador va agafar com a ostatges els dos valins principals i altres membres del seguici d'aquests, que l'havien informat malament, entre ells Sulayman al-Arabí. Va deixar el tribut i el presoner amb Hruodland (Rotllà), prefecte de la marca de Bretanya, i les forces de rereguarda. Però poc després els fills de Sulayman, Aysun i Matruh, en un espectacular cop de mà, van fer una emboscada als francs i van alliberar els ostatges. En la retirada, el rei va fer enderrocar les muralles de Pamplona, per evitar caure en mans dels "rebels" que no se sap qui eren, però segurament vascons aixecats per alguna causa (s'han donat múltiples causes de la revolta: donar suport al duc Sanç I Llop fill del suposat difunt Llop II, un moviment nacional que va acabar instaurant la dinastia de Pamplona, un aixecament en favor del govern musulmà, o simplement la reacció hostil a la destrucció de les muralles per facilitar una conquesta l'any següent).

## Desenvolupament tàctic
En la retirada, en el pas dels Pirineus, al pas de Roncesvalls, els vascons emboscats van deixar passar el gruix de l'exèrcit franc que s'apressava cap al Rin; el pas era estret i el nombre de tropes important i el pas va durar unes quantes hores, i ja era al capvespre quan va passar la rereguarda que fou atacada i anihilada, en l'única gran desfeta dels exèrcits de Carlemany, el 15 d'agost del 778. Els vascons rebels amb mal armament (només armament lleuger), van usar l'avantatge del terreny que coneixien perfectament, i van destruir la rereguarda franca i l'equipament de l'exèrcit va caure en mans dels vascons. Entre les baixes principals dels francs hi havia els principals comandants, el general Eghart o Eggihart, gran mestre del palau del rei, Anselm, comte de palau, i Hruodland o Rolland o Roland (català Rotllà), governador de la costa de Bretanya. Els vascons es van dispersar per les muntanyes a favor de la nit i no es va saber on es dirigiren.

## Conseqüències
Els caps de les zones més allunyades continuaven revoltant-se contra l'autoritat cordovesa, i sovint demanaven ajut als francs. La frontera franca es va anar expandint lentament i així s'anaven creant comtats com els de Girona, Barcelona, Osona i Urgell, dins el ducat de Septimània i, posteriorment, de Gòtia. Aquest conglomerat de comtats fronterers de vegades és anomenat Marca Hispànica.